# یواس‌اس گلیوز (دی‌دی-۴۲۳)
یواس‌اس گلیوز (دی‌دی-۴۲۳) (به انگلیسی: USS Gleaves (DD-423)) یک کشتی بود که طول آن ۳۴۸ فوت ۳ اینچ (۱۰۶٫۱۵ متر) بود. این کشتی در سال ۱۹۳۹ ساخته شد.